# Comité de recherche en sociologie du droit
 (mai 2020).
Le Comité de recherche en sociologie du droit (Research Committee on Sociology of Law, RCSL) est une association professionnelle et de recherche juridique.

## Histoire
Le RCSL a été fondé en 1962 pendant le congrès de l'ISA à Washington aux États-Unis par William Evans (États-Unis) et Adam Podgòrecki (Pologne puis Canada) en sont les fondateurs. Renato Treves, Doyen de la sociologie du droit en italie[réf. nécessaire] a aidé à la mise en place du comité RC 12 au niveau international. Vilhelm Aubert (Norvège), Jean Carbonnier (France), Ralf Dahrendorf (Allemagne), Jan Glastra van Loon, (Pays-Bas), Verner Goldschmidt (Danemark), Otto Kahn-Freund (Royaume-Uni), Takeyoshi Kawashima (Japon), Karl Olivecrona (Suède), Luis Recasens Siches (Mexique) et Philip Selznick (états-Unis) ont fait partie de ses membres fondateurs.
Les objectifs statutaires du RCSL sont la mise en relation des scientifiques de différents pays, actifs dans le champ de la sociologie du droit, la diffusion des travaux, l'échange d'informations pertinentes et la promotion de la sociologie du droit comme sujet académique. Des réunions annuelles, l'institution des groupes de travail et depuis 1989 la création d'instituts for Sociology the of Law concourent à la réalisation de ces objectifs sur des thèmes spéciaux.[réf. nécessaire]
Le RCSL compte environ 300 membres dans le monde entier. Ils choisissent tous les trois ans un président et un comité directeur. La présidente actuelle est Anne Boigeol Institut d'histoire du temps présent - CNRS (France).[réf. nécessaire]

## Prix Adam Podgòrecki
Le RCSL distribue le prix Adam Podgòrecki depuis 2005.[réf. nécessaire]
Il a été institué « In honour and memory of the lifetime achievements of Adam Podgórecki and his place in the history of RCSL, the Board of RCSL established the annual RCSL Adam Podgórecki Prize at its meeting in 2004. The Prize is awarded for outstanding achievements in socio-legal research, either in the form of distinguished and outstanding lifetime achievements in one year or in the form of outstanding scholarship of a socio-legal researcher at an earlier stage of his or her career, in the next year of the award. ».
Parmi ses lauréats figure le sociologue allemand Volkmar Gessner (1937-2014).[réf. nécessaire]

## Groupes de travail
- « Comparative Legal Culture » (Marina Kurkchiyan, université d'Oxford ; David Nelken, Bologne)
- « European Integration »
- « Gender » (Rosemary Hunter, université du Kent
- « Human Rights » (Stephan Parmentier, KU Leuven
- « Law and Politics » (Angélica Cuellar Vázquez, UNAM
- « Law and Popular Culture » (Guy Osborn, université de Westminster
- « Legal Profession » (Emmanuel Lazega, CMH CNRS
- « Social and Legal Systems » (Vittorio Olgiati, Universitá di Urbino
- « Socio-Legal Methodology » (Reza Banakar, université de Westminster
- « Urban Problems » (Antonio Azuela de la Cueva, UNAM

## Comités de recherche connexes
- RC 29 « Sociology of Deviance and Social Control »
- RC 36 « Alienation Theory and Research »